# Iolana wullschlegeli
Iolana wullschlegeli är en fjärilsart som beskrevs av Charles Oberthür 1915. Iolana wullschlegeli ingår i släktet Iolana och familjen juvelvingar. Inga underarter finns listade i Catalogue of Life.